# 增田裕生
增田裕生（日语：／ Masuda Yūki，1979年9月12日—）是日本出身於東京都的男性演員、聲優；身高171cm，暫時為自由身。

## 概要

### 簡介
以童星出身，曾經所屬兒童劇團。作為聲優出道的作品是至尊勇者的希布，當時只有12歲年齡的小學生，與如今成年聲線形成不同對比。其他代表作如《小小雙胞胎》的タフル役，遊戲王GX的三澤大地，網球王子的仁王雅治等角色。
2010年曾經所屬Liberta旗下。
較常為外國電影配音，動畫無論熱血或沉默寡言的角色都能演繹到。

### 經歷
- 完全不能喝酒，在忘年會等場合，都要一定要喝可樂。
- DOWN TOWN的粉絲。
- 喜歡自己在遊戲王GX中演繹的角色三澤大地。
- 平時喜歡戴上眼鏡，而自己的部落格沒有畫上。
- 手巧能手，大概能在一個晚上布製幾個布偶娃娃。
- 在網球王子的電台節目裡，被叫做（咖喱王子）。
- “Valentine Kiss”TALK裡面，表示自己能喝酒（僅限烈酒）。
- 小野坂昌也是“我心中的師傅”的語句評價。
- 網球王子中認識了津田英佑而關係非常好，一年進行一次E&Y TALK SHOW表演。

## 作品

### 電視動畫
1990年
- 至尊勇者（希布）

2001年
- 遊戲王－怪獸之決鬥（觀客）

2001年
- 網球王子（高中生）

2003年
- 音速小子X（艾斯皮歐）

2004
- 網球王子（仁王雅治）
- 遊戲王GX（三澤大地）

2005年
- 韋駄天翔（マサ）
- 銀牙傳說WEED（白銀狂四郎）

2006年
- 光速蒙面俠21（甲斐谷陸）
- 櫻蘭高校男公關部（男子學生D）
- MUSASHI -GUN道-（霧隠才藏）
- TOKKO 特公（網代）
- 血色花園（路克）
- 夜明前的琉璃色（月之市民）
- 人造昆虫カブトボーグ V×V（ニュートン・カーティス、トーマス・アルバート）
- 結界師（武光）
- 奏光之Strain（コリン）
- TOKYO TRIBE2（トイズA）

2007年
- 校園烏托邦 學美向前衝！（年輕人）
- 守護者系列（スン、從者C、農兵B、占星術士、村人A、無人、王之槍D）

2008年
- 女神異聞錄 ～三位一體之魂～（檢察官、卸貨夫、商人C）
- true tears（石動純）
- 狼與辛香料（檢察官、卸貨夫、商人C）
- BUS GAMER
- 紅（久能正、男C、學生C、九鳳院之男2）
- Slayers Revolution（兵士B）

2009年
- 放浪武士戰國（日语：エグザムライ戦国）（TAKAHIRO）

2010年
- 家庭教師Reborn（G）
- 遊戲王5D's（布雷歐）
- Angel Beats!（藤卷）
- 閃光的夜襲（三谷清）

2011年
- 神样DOLLS（藤間）

2012年
- 新網球王子（仁王雅治）

2013年
- 戀旅～True Tours Nanto～（須川耀司）

2015年
- 亂步奇譚 拉普拉斯的遊戲（不良）

### OVA
- 網球王子（仁王雅治）
  - 全國大賽

### 電影
- 歲月的童話（廣田秀二）
- 異邦人 無皇刃譚（武士）
- 網球王子（仁王雅治）
  - 跡部的禮物
  - 英國式庭球城決戰

### 遊戲
- 索尼克系列（Espio the Chameleon）
- 網球王子系列（仁王雅治）
- 遊戲王GX系列（三澤大地）
- 殘機為零（黑崎陽介）

## 演出

### 特攝
- 未來特警
- 假面騎士BLACK

### 電影
- 帝都物語
- 大逃殺（黑長博）

## 舞臺劇
- 绿野仙踪（西谷）

## CD
- その唇をひらけ（永井）
- 網球王子系列
  - Come on! Let's Go!（仁王雅治、柳生比呂士）
  - TRICK, FAKE, or TRUTH（仁王雅治、柳蓮二）
  - Hot Illusion（仁王雅治）
  - 業火絢爛（立海ヤング漢としてリリース　仁王雅治、柳生比呂士、丸井ブン太、切原赤也）
  - Bluest sky（仁王雅治）
  - 終わらない愛（立海ヤング漢セカンドシングルとしてリリース　仁王雅治、柳生比呂士、丸井ブン太、切原赤也）
  - バレンタイン・キッス（仁王雅治 With 立海大附属中）
  - for you（仁王雅治）
  - 自分革命-Revolution-（幸村精市　Featuring 仁王雅治）
  - SOUL MATE（立海ヤング漢サードシングルとしてリリース　仁王雅治、柳生比呂士、丸井ブン太、切原赤也）
  - P（仁王雅治）〔アルバム〕
  - Last Phase（仁王雅治、柳生比呂士）
- ドラマCD 僕たちのスイートドラゴン（水のドラゴン“キリブリン”）
- ドラマCD エンリコ・イリソギ　ＷＡＯ！ＡＭＵＳＥＭＥＮＴ ＰＡＲＫ　シリーズ
- エンリコ・イリソギ　ＷＡＯ！ＡＭＵＳＥＭＥＮＴ ＰＡＲＫ　第1弾 「ようこそここへ！クック８１編」（グリーン）
- エンリコ・イリソギ　ＷＡＯ！ＡＭＵＳＥＭＥＮＴ ＰＡＲＫ　第2弾 「戦隊モノはじめました編」（グリーン）
- エンリコ・イリソギ　ＷＡＯ！ＡＭＵＳＥＭＥＮＴ ＰＡＲＫ　第3弾 「愛の激情編」（グリーン）
- エンリコ・イリソギ　ＷＡＯ！ＡＭＵＳＥＭＥＮＴ ＰＡＲＫ　第4弾 「バンドやろうぜ！編」（グリーン）

## 外部連結
- （日語） まっすん劇場3 （页面存档备份，存于）（本人執筆による公式ブログ）
- 増田裕生的X（前Twitter）